# Mortoniellus concolor
Mortoniellus concolor är en insektsart som beskrevs av Kästner 1933. Mortoniellus concolor ingår i släktet Mortoniellus och familjen vårtbitare. Inga underarter finns listade i Catalogue of Life.